# Шегга
Шегга (фр. Chegga) — небольшой город на северо-востоке Мавритании, на территории области Тирис-Земмур. Входит в состав департамента Бир-Могрейн.

## Географическое положение
Город находится в северо-восточной части области, вблизи границы с Алжиром, на расстоянии приблизительно 1320 километров к северо-востоку от столицы страны Нуакшота. Абсолютная высота — 396 метров над уровнем моря.

## Население
По оценочным данным 2013 года численность населения города составляла 13 646 человек.
Динамика численности населения города по годам:
| 1997  | 1998  | 2013   |
| ----- | ----- | ------ |
| 7 235 | 7 606 | 13 646 |